# 加藤雅美
加藤 雅美（かとう まみ、1987年〈昭和62年〉9月7日 - ）は、日本の女優、歌手、タレントで、女性アイドルグループ・SDN48の１期生の元メンバーであり、ダンス&ボーカルユニット・7cm（ななセンチ）の元メンバーである。東京都出身。

## 略歴
- 前職は百貨店販売員[1]。2009年6月14日に実施されたSDN48オーディション最終審査（合格者17名）に合格し、同年8月1日よりSDN48のセンターとして活動を開始[1]。
- シングル曲、メディア、LIVE出演、グラビアなど度々、選抜メンバーに選ばれる。
- 劇場公演『SDN48 1st Stage「誘惑のガーター」』にて卒業するまでセンターを務める。
- 2012年3月31日にNHKホールで行われた『SDN48 コンサート「NEXT ENCORE」 in NHKホール』をもってSDN48を卒業。同年4月1日にAKSからアトリエ・ダンカンへ事務所移籍。
- 2013年5月4日より、元SDN48メンバー7人（伊東愛、今吉めぐみ、梅田悠、甲斐田樹里、加藤雅美、KONAN、細田海友）で構成された「7cm」としても活動開始。2014年1月12日にMINI ALBUM「7cm」をavexよりリリース。
- 2014年7月11日に渋谷asiaにて行われた7cmワンマンライヴ『NEXT STAGE〜キラメク明日』において女優に専念する為、グループを卒業した[注釈 1]。
- 2014年7月18日 センスアップへの所属を発表。
- 2017年9月16日にゲスト出演したエフエム富士「劇団サンバカーニバル」にてセンスアップを退所し、フリーとして活動中であることを報告。
- 2018年12月16日に主催した「Mami Kato 2018年締めくくりファンミーティング ～重大発表あり～」にて、自身の結婚を発表。
- 2019年7月30日 自身のブログ・インスタグラムにて第1子の妊娠を発表[2][3][4]。
- 2019年8月1日、東京・秋葉原のAKB48劇場で開催されたSDN48結成10年記念「誘惑のガーター」特別公演に出演。
- 2019年10月3日、第一子となる女児を出産。
- 2021年N-weedと業務提携を結ぶ。
- 2021年４月よりテレビ朝日「こだわりナビ」にてレポーターとして現在もレギュラー出演中。
- 2021年10月より季節家電メーカー「TEKNOS(テクノス)」テレビCMにソロで出演中。

## 人物
- 生まれて3か月から4歳までアメリカのロサンゼルスに家族で住んでいた。
- 好きな食べ物は、中トロとパン。
- バレエを小学校1年生から高校1年生まで10年間習っていた。
- バレエ、ジャズダンス、ヒップホップ、コンテンポラリーダンス、タップダンス、ポールダンス、ヨガなど、体を動かすことが好きで幅広いダンス経験を持つ。
- 高校1年生の時に、姉に無理矢理連れて行かされた劇団四季のミュージカル『CATS』を観て衝撃を覚え、それから毎週のように通うようになる。『CATS』だけで今までで約50回以上観劇をしている。百貨店勤務の傍ら、ミュージカルの専門学校にも通っていた。今でも劇団四季の大ファンで、SDN48の頃「1人CATS」という芸をメディアなどで披露していた。
- 小さい頃の夢が「ディズニーランドのダンサーになること」で、オーディションを受けたことがある。舞台のオーディションがないかとオーディション雑誌を開き、SDN48の募集を見つけ、『これなら舞台に毎週立てる！』と思い応募し合格。芸能界デビューのきっかけとなった[1]。
- 趣味はミュージカルや演劇の舞台を観ること。
- SDN48メンバーであり、7cmメンバーの梅田悠とは、2人で温泉やディズニーに行ったりするほど仲が良く、お互いに心友と思っている。家族ぐるみでも仲が良い。2人合わせて「梅まみ」の愛称がある。梅田の姉は、ミュージカル専門学校の時の一期上の先輩である[5]。
- 柔軟性が高く、誘惑のガーター公演でのユニット曲「誘惑のガーター」では、椅子を使った開脚ジャンプの見せ場があり、ほぼ180度に脚が開く。誘惑のガーター公演でのユニット曲・4曲（「誘惑のガーター」「I'm sure.」「オールイン」「じゃじゃ馬レディ」）全ての曲に出演した経験があるメンバーは、加藤雅美と小原春香のみである。

## 参加曲
- 劇場公演『SDN48 1st Stage「誘惑のガーター」』ではセンターを務める。
- SDN48のメジャーデビュー曲「GAGAGA」参加メンバー12名の選抜をテレビ朝日『すっぽんの女たち』番組内で行い、8位で選抜入りを果たした。
- 2ndシングル「愛 チュセヨ」の選抜メンバーとなる。
- 3rdシングル「MIN・MIN・MIN」カップリング曲「おねだりシャンパン」のセンターを務める。
- 4thシングル「口説きながら、麻布十番」カップリング曲「カシャーサで自白する」のWセンター(西国原礼子と)を務める。
- 5thシングル「負け惜しみコングラチュレーション」の選抜メンバー。

### シングルCD選抜曲
- GAGAGA
- 愛、チュセヨ
- おねだりシャンパン - アンダーガールズA名義
- Everyday、カチューシャ（SDN48 ver.）
- カシャーサで自白する - アンダーガールズB名義
- 負け惜しみコングラチュレーション

### 劇場公演ユニット曲
SDN48 1st Stage「誘惑のガーター」公演
- Saturday night party
- Never!
- 誘惑のガーター
- じゃじゃ馬レディー 
※ 大堀恵、芹那のユニットアンダー
- I'm sure.

※ 大河内美紗のユニットアンダー
- オールイン

※ チェン・チューのユニットアンダー

## 出演

### 舞台
| タイトル | 役柄                                      | 開催年月日・上演地 |
| --- | ----------------------------------------- | --- |
| ネルケプランニング 『DUMP SHOW!』 | 静恵 役                                   | 2011年 7月16日〜7月31日：サンシャイン劇場 2011年 8月10日〜8月14日：サンケイホールブリーゼ                                                                   |
| アトリエ・ダンカン プロデュース 舞台 『ラ・パティスリー』                                                                             | 咲喜 役                                   | 2012年 3月3日〜3月11日:サンシャイン劇場 2012年 3月20日：森ノ宮ピロティホール 2012年 3月22日：北國新聞赤羽ホール                                             |
| BS-TBS 「赤坂ダンスダンスダンス」 |                                           | 2012年 5月19日 青山円形劇場 |
| BS-TBSサマーパーティー2012 「エチュード」                                                                                             |                                           | 2012年 8月23日 赤坂BLITZ |
| 30-DELUX 10周年記念企画! The Remake Theater 『イエロー』                                                                              | お格 役                                   | 2012年11月21日〜11月25日：新国立劇場小劇場 2012年12月7日〜12月9日：大阪ビジネスパーク円形ホール 2012年12月11日〜12月13日：愛知県芸術劇場小ホール            |
| アトリエ・ダンカンプロデュース ミュージカル 『新幹線おそうじの天使たち』                                                              | 後藤彩花 役                               | 2013年 3月16日〜3月24日 AiiA Theater Tokyo |
| FLYING TRIP 7th 『屋上ワンダーランド』                                                                                                | 奥山なみ 役                               | 2013年 5月8日〜5月12日 あうるすぽっと |
| ハウス食品 PRESENTS アトリエ・ダンカン プロデュース 交響劇 『船に乗れ!』                                                              | 沢 寛子 役                                | 2013年12月13日〜12月21日 東急シアターオーブ |
| Flying Trip 8th 『グッバイ・ジョーカー』                                                                                              | 臼田芽生 役 （主演）                      | 2014年 4月4日〜4月9日 あうるすぽっと |
| 企画エンタテインメント集団CHARM 旗揚げ公演 『レピとクレヨン』                                                                         | 加藤達子 役 （劇中劇：役名 タヅ）         | 2014年 9月3日〜 9月7日 シアターモリエール |
| Ann&Mary Presents Vol.2 『Pirates of the Desert 2 〜アカツキ国の牢獄〜』                                                              | クジャク 役                               | 2014年10月1日〜10月5日 シアターグリーン BIG TREE THEATER |
| VACAR ENTERTAINMENT 『虚ろの姫と害獣の森』                                                                                            | マジメ 役                                 | 2014年12月3日〜12月7日 新宿村LIVE |
| Flying Trip Vol.10 『KAJITSU -過日-』                                                                                                 | 小幡亜紀 役                               | 2015年 9月11日〜9月15日 あうるすぽっと |
| 平成時代劇 片肌☆倶利伽羅紋紋一座「ざ☆くりもん」 二〇一六年 新春三館同時本公演 『獅子相承』                                            | お文 役                                   | 2016年 1月5日〜1月11日 シアターグリーン BIG TREE THEATER |
| 平成時代劇 片肌☆倶利伽羅紋紋一座「ざ☆くりもん」 二〇一六年 新春三館同時本公演 『花嫁道中』                                            | お文 役                                   | 2016年 1月5日〜1月11日 シアターグリーン BOX in BOX THEATER                                                                                                  |
| IN EASY MOTION プロデュース公演 VOL.23 『エレメンタルホスピタル』                                                                     | リリカ 役                                 | 2016年 5月10日〜5月15日 シアターグリーン BIG TREE THEATER                                                                                                   |
| 舞台『青の祓魔師』京都紅蓮篇 | 神木出雲 役                               | 2016年 8月 5日〜8月14日 Zeppブルーシアター六本木 |
| 30-DELUX/ジェイズプロデュース Dynamic Arrangement Theater 『新版 国性爺合戦』                                                         | 小むつ 役                                 | 2016年 9月14日〜9月18日：シアター1010 2016年 9月24日〜9月25日：東海市芸術劇場 2016年 9月30日：福岡市民会館 2016年10月14日〜10月16日：シアター・ドラマシティ |
| Space早稲田演劇フェスティバル 2016 IN EASY MOTION プロデュース公演 VOL.24 『煎餅』                                                    | タエコ 役                                 | 2016年10月25日〜10月30日 space早稲田 |
| コメディ舞台 『完全犯罪 〜Perfect Crime〜』 「初恋」                                                                                  | 南 裕美 役                                | 2017年 9月26日〜9月27日 ムーブ町屋 |
| GROUP THEATRE 第4回 本公演 『BACHIDAKO』 脳性まひの和ちゃんは三味線弾き                                                               | 井上 千尋 役                              | 2017年10月25日〜10月29日 浅草九劇 |
| HANDS UP プロデュース公演 『父より』                                                                                                  | 看護士 役                                 | 2017年11月30日〜12月3日 東松原ブローダーハウス |
| 『うつろ[虚]のまこと[実] ―近松浄瑠璃久遠道行』 出世之章（しゅっせのしょう） 名残之章（なごりのしょう） 生瓢之章（なりひさごのしょう） | 小春 役 （生瓢之章） 彌石 役 （出世之章） | 2018年 6月 3日〜 6月10日 銀座 博品館劇場 |

### 映画
| タイトル                        | 役柄        | 上演                                    | 制作 他                                                                                             |
| ------------------------------- | ----------- | --------------------------------------- | --------------------------------------------------------------------------------------------------- |
| 『黒い暴動♡』 GANGURO GALS RIOT | 川島真央 役 | 2016年 7月30日 全国順次ロードショー開始 | 制作プロダクション：Vandalism 制作：2016『黒い暴動♡』フィルムパートナーズ 配給：SPOTTED PRODUCTIONS |

### テレビ
- AKBINGO!
- しゃべくり007
- PON!
- 韓国TV音楽番組「M Countdown」
- めちゃめちゃイケてる！
- NHK紅白歌合戦

過去のレギュラー番組
- SDN48+10 ![リンク切れ]（2010年8月1日 - 、エンタ!371）
- すっぽんの女たち2（2011年4月6日 - 2012年3月28日、テレビ朝日）
- SDNイジリー（2011年4月9日 - 、独立放送協議会各局）

### ラジオ
- GEKIDAN SAMBA CARNIVAL（2012年10月6日 - 、エフエム富士）劇団ひとりのアシスタント
- 『加藤雅美のJack in the BOX』(2014年6月〜)、WALLOP毎週月曜日21:30〜22:00
- BayFM
- 下北FM

### 雑誌
- ラジオライフ
- 月刊EXILE
- ザテレビジョン
- 週刊プレイボーイ
- 月刊Smart
- ビューティガイドBOOK  SEXY VISION

### インターネットテレビ
- AmebaStudio
  - 「古坂大魔王のカツアゲ！」アシスタントMC
  - 「加藤雅美のプレミアム放送」毎月一回不定期放送

### テレビCM
- 株式会社千住「TEKNOS」（2021年10月 - ）[6]
- みどり生命保険(電話編)オペレーター役 (2024年8月 -)